# Der Tod zu Basel
Pour plus de détails, voir Fiche technique et Distribution.
Der Tod zu Basel est un téléfilm réalisé en 1990 par Urs Odermatt d’après un scénario de Markus Kutter sur une idée du journaliste de télévision suisse André Ratti.

## Synopsis
Des décès inexpliqués se succèdent à Bâle où les gens meurent soudainement et en public sans qu’on puisse identifier des causes visibles. Pour le moins perplexes, le professeur Rüegg médecin-légiste du service de pathologie, le médecin cantonal Zäslin et les politiciens commencent à avoir peur et la presse déballe le scandale. On envisage sérieusement d’annuler le carnaval imminent, ce qui ferait sensation dans la cité rhénane.
Chargé d’enquêter sur ces morts non élucidées, l’assistant de Rüegg Andreas Zinstag vit chez son oncle Jean-Jacques Zinstag, médecin à la retraite. Celui-ci commence à s’intéresser à ces cas mystérieux, développant dans son cercle d’amis constitué de scientifiques, d’artistes et de journalistes une théorie selon laquelle les gens ne meurent pas d’une maladie donnée mais sont en fait victimes de la mort en personne. La grande faucheuse fait personnellement son entrée à Bâle, comme jadis dans la Danse macabre.
Zinstag constate que ces décès qui n’ont apparemment aucun rapport entre eux sont en fait liés par une sorte de loi des séries. Sur le plan de la ville, il suit alors le chemin en spirale de la mort d’une victime à l’autre et peut finalement calculer que celle-ci s’approche de son propre domicile.
La question des décès mystérieux devient un enjeu de taille pour Andreas, le neveu de Zinstag, et pour l’infirmière Gabi qui viennent tous deux de commencer leur carrière médicale. Devraient-ils suivre les traces de Rüegg, supérieur d’Andreas et amant de Gabi, qui appréhende ces décès exclusivement comme des problèmes cliniques, comme il le fait pour ses patients en général ? Ou devraient-ils, comme le vieux Zinstag, également laisser la place dans leur image du monde à des facteurs différents, non médicaux ? Zinstag reconnaît lui qu’on ne peut mettre un terme à la nouvelle Danse macabre de Bâle que si tous ne se laissent pas harponner et entraîner par la mort, s’il y en a au moins un qui peut faire volte-face.

## Fiche technique
- Titre : Der Tod zu Basel
- Réalisation : Urs Odermatt
- Scénario : Urs Odermatt
- Musique : Christoph Marthaler
- Photographie : Reinhard Schatzmann
- Montage : Dominique Beinroth
- Pays d'origine :  Suisse et  Allemagne
- Langue originale : Allemand
- Format : Couleurs - 35 mm
- Durée : 70 minutes
- Première diffusion : 1990

## Distribution
- Günter Lamprecht : André
- Dietmar Schönherr : Jean-Jacques Zinstag
- Ueli Jäggi : Harry/Mors
- Stefan Walz : Andreas Zinstag
- Marie-Thérèse Mäder : Gabi
- Wolfram Berger : Josi
- Hilde Ziegler : Olga
- Nicolas Lansky : Rüegg
- Siegfried Kernen : Huber
- Miriam Spoerri : Madame Kaiser
- Stephanie Glaser : Madame Steiner
- Peter Schweiger : Otti
- Jürgen Cziesla : Schiwack
- Renate Steiger : Mme Frey, conseillère d’Etat
- Hans-Michael Rehberg : Zäslin
- Viktor Giacobbo : Policier

## Genèse du film
C’est le journaliste suisse André Ratti qui est à l’origine de l’idée qui a inspiré le film, et qui s’est en l’occurrence tourné vers Markus Kutter qui allait écrire le scénario. Kutter donne donc son accord, et la Télévision suisse de bientôt faire part de son intérêt. Or, André Ratti contracte le sida et meurt soudainement en 1986. Le film semble alors impossible.
C’est quelques années plus tard que Kutter découvre une nouvelle dimension à sa matière : un homme de médias conçoit un film sur la Mort à Bâle et se fait lui-même rattraper par son histoire. La ville de la danse des morts, le système de santé actuel, le style de vie du vieux Bâle, les médias modernes et un personnage du nom d’André se trouvent dès lors dans un film devenu film sur le film, et Kutter d’intégrer dans l’histoire ce personnage constituant maintenant un pilier central de son récit. Un cinéaste tournant un film dont l’histoire traite de morts mystérieuses que ni les médecins ni les autorités ne sont à même d’élucider. Victime du sida, ce cinéaste rend alors sa propre mort publique tout comme l’a fait André Ratti lui-même.

## Critiques
« […] L’histoire n’est pas un conte et se veut plutôt un reflet de la vie et de la mort, développant différents niveaux, à la fois mystique et merveilleusement hors de l’air du temps. Un fanal des plaines dépressives du Rhin supérieur, mais néanmoins libre de somnolences et relents psychologisants grâce à ses acteurs (allemands) véhiculant une nouvelle qualité suisse sans fausses lenteurs. » (Morpheus: Ohne Tranigkeit und Psychomuff, Die Weltwoche, 30 janvier 1992)
« […] On se retrouve confronté à des moments scéniques où on perçoit une pointe de bouffonnerie. Le sujet détermine toutefois l’aspect sombre de l’atmosphère qui se maintient sur un plan stylistique grâce à la fréquente obscurité de la nuit, et on sent également la forme de la ronde organisée autour du personnage central du cinéaste et de son travail à la table de montage. Cette dernière est pourtant souvent suspendue, car ce n’est justement pas la mort qui définit sa tournée, même si elle intervient de façon personnifiée en tant que gentilhomme masqué de noir. C’est cette rupture instaurant deux niveaux qui nuit parfois à l’attention, mais les choses reviennent dans l’ordre grâce à l’ambition que les acteurs, à commencer par Günter Lamprecht, placent dans le rôle du cinéaste. C’est ici que le film gagne une intensité qu’il ne possède sinon pas constamment du point de vue de la photo et du montage. » (Martin Schlappner: Blick auf den Bildschirm – Der Tod zu Basel, Neue Zürcher Zeitung, 28 janvier 1992)